# Lučke kapetanije
Le lučke kapetanije (in italiano letteralmente Capitanerie di porto) sono l'autorità marittima e portuale della Repubblica di Croazia.
Il Paese conta 5.835 km di coste, un arcipelago composto da 1.244 tra isole (di cui solo 47 abitate), isolotti e scogli; la superficie delle acque territoriali è pari a 31.067 km².

## Organizzazione
| Tipo                                     | Città              | Canale VHF | Zona di competenza                                                                 |
| ---------------------------------------- | ------------------ | ---------- | ---------------------------------------------------------------------------------- |
| Capitaneria di porto di Lučka kapetanija | Pola Pula          | 73         | Adriatico settentrionale / Costa occidentale dell'Istria (Regione istriana)        |
| Capitaneria di porto di Lučka kapetanija | Fiume Rijeka       | 69         | Adriatico settentrionale / Costa orientale dell'Istria (Regione litoraneo-montana) |
| Capitaneria di porto di Lučka kapetanija | Segna Senj         |            | Regione Licca-Segna                                                                |
| Capitaneria di porto di Lučka kapetanija | Zara Zadar         |            | Regione zaratina                                                                   |
| Capitaneria di porto di Lučka kapetanija | Sebenico Šibenik   | 73         | Regione di Sebenico e Tenin                                                        |
| Capitaneria di porto di Lučka kapetanija | Spalato Split      | 67         | Regione spalatino-dalmata                                                          |
| Capitaneria di porto di Lučka kapetanija | Porto Tolero Ploče |            | Regione raguseo-narentana                                                          |
| Capitaneria di porto di Lučka kapetanija | Ragusa Dubrovnik   | 73         | Regione raguseo-narentana                                                          |

## Galleria d'immagini

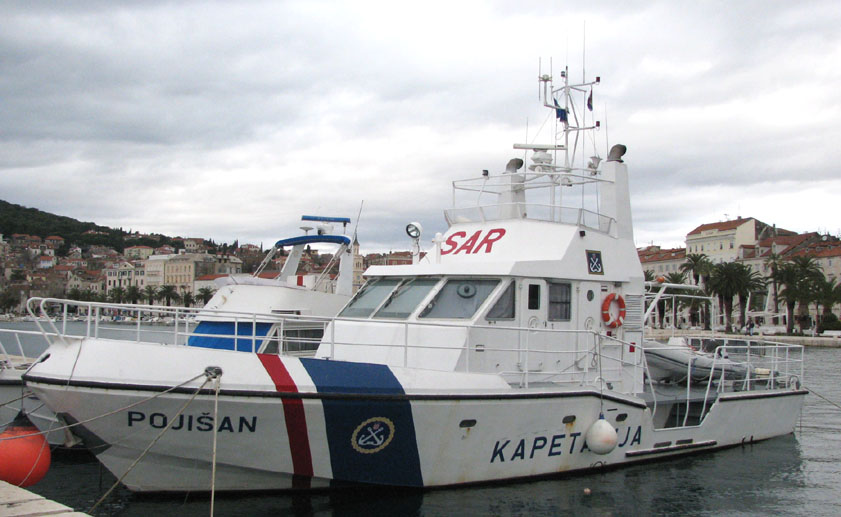
Motovedetta croata
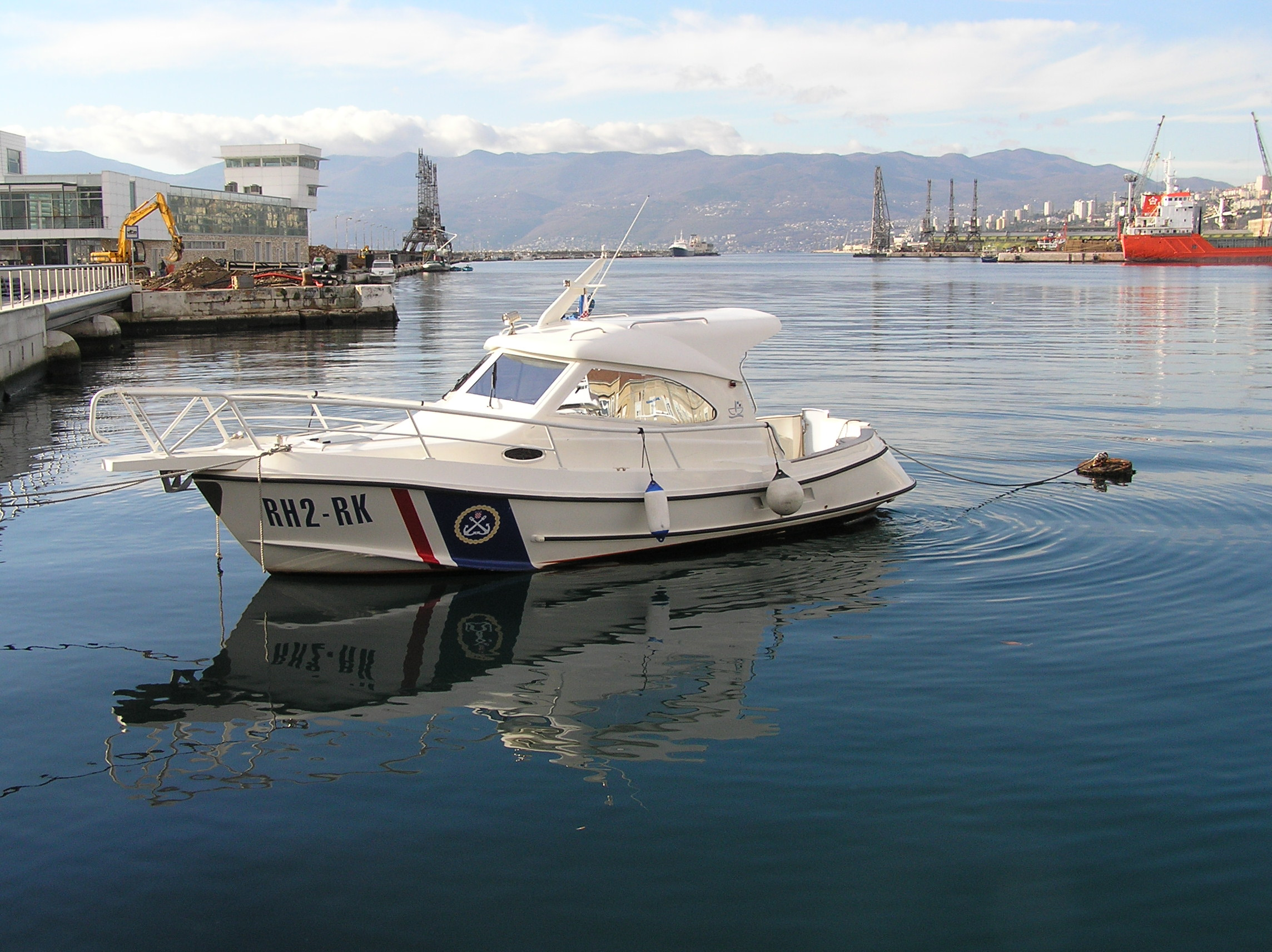
Motovedetta croata
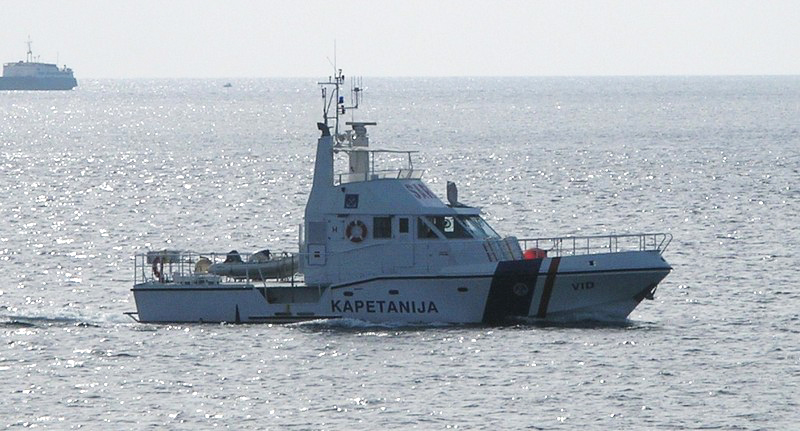
Motovedetta croata